# A Little South of Sanity
A Little South of Sanity è un live album degli Aerosmith uscito il 20 ottobre 1998 per l'etichetta discografica Geffen Records.

## Tracce

### CD 1
1. Eat the Rich - 5:14 - (Perry, Vallance, Tyler)
2. Love in an Elevator - 5:56 - (Perry, Tyler)
3. Falling in Love (Is Hard on the Knees) - 3:20 - (Tyler, Perry, Ballard)
4. Same Old Song and Dance - 5:58 - (Perry, Tyler)
5. Hole in My Soul - 5:40 - (Tyler, Perry, Child)
6. Monkey on My Back - 4:08 - (Perry, Tyler)
7. Livin' on the Edge - 5:24 - (Hudson, Perry, Tyler)
8. Cryin' - 5:11 - (Perry, Rhodes, Tyler)
9. Rag Doll - 4:14 - (Knight, Perry, Tyler, Vallance)
10. Angel - 5:35 - (Child, Tyler)
11. Janie's Got a Gun - 5:07 - (Hamilton, Tyler)
12. Amazing - 5:23 - (Supa, Tyler)

### CD 2
1. Back in the Saddle - 6:11 - (Perry, Tyler)
2. Last Child - 5:05 - (Tyler, Whitford)
3. The Other Side - 4:40 - (Tyler, Vallance)
4. Walk on Down - 3:41 - (Perry)
5. Dream On - 4:51 - (Tyler)
6. Crazy - 5:45 - (Child, Perry, Tyler)
7. Mama Kin - 4:12 - (Tyler)
8. Walk This Way - 4:08 - (Perry, Tyler)
9. Dude (Looks Like a Lady) - 4:22 - (Child, Perry, Tyler)
10. What It Takes - 5:15 - (Child, Perry, Tyler)
11. Sweet Emotion - 5:57 - (Hamilton, Tyler)

## Formazione
- Steven Tyler - voce, armonica, percussioni
- Joe Perry - chitarra, cori
- Brad Whitford - chitarra
- Tom Hamilton - basso
- Joey Kramer - batteria

### Altri musicisti
- Thom Gimbel - tastiere, cori
- Russ Irwin - tastiere, cori